# Helyvektor
A matematikában a sík vagy a tér egy adott pontjának helyvektora az a vektor, amely a koordináta-rendszer origójából (kezdőpontjából) a pontba mutat. A helyvektor tehát függ attól, hogy a pontot milyen koordináta-rendszerben helyezzük el.
A koordináta-rendszer vagy vonatkoztatási rendszer origója az a pont, amelynek minden koordinátája 0. Egy derékszögű koordináta-rendszerben ez a koordináta-tengelyek metszéspontja. Egy {\displaystyle P} pont helyvektora az {\displaystyle {\overrightarrow {OP}}} vektor, ahol {\displaystyle O} az origó.

## A helyvektor előállítása
A geometriában szokásos még az adott pont nevének kisbetűvel írása és felülvonással ellátva jelölni az adott pont helyvektorát, például:
{\displaystyle {\vec {p}}={\overrightarrow {OP}},\ {\vec {q}}={\overrightarrow {OQ}},\ {\vec {a}}={\overrightarrow {OA}},\ {\vec {b}}={\overrightarrow {OB}},\ \dots ,\ {\vec {x}}={\overrightarrow {OX}}}
Szokás még az adott pont betűjelét nyíllal ellátva jelölni a helyvektort:
{\displaystyle {\vec {P}}={\overrightarrow {OP}},\ {\vec {Q}}={\overrightarrow {OQ}},\ {\vec {A}}={\overrightarrow {OA}},\ {\vec {B}}={\overrightarrow {OB}},\ \dots ,\ {\vec {X}}={\overrightarrow {OX}}}
A kinematikában egy anyagi pontot az r(t) helyvektor jelöli, amely megmutatja a t időpontbeli helyét, elmozdulását. Az r helyvektor a Descartes-féle koordináta-rendszerben:
{\displaystyle \mathbf {r} =\mathbf {r} (t)=x(t)\mathbf {i} +y(t)\mathbf {j} +z(t)\mathbf {k} ,}
ahol x(t), y(t), z(t) az r helyvektor koordinátái, i, j, k pedig - az origóban egymásra merőlegesen álló - így a koordináta-rendszert "kifeszítő" egységvektorok. (Egységvektor: 1 egységnyi hosszúságú vektor).
Ennek ismeretében bármikor meghatározható a tömegpont pályája. 
(A kinematika a mechanika mozgásokkal foglalkozó része, nem vizsgálja az erőt, amely a mozgásokat befolyásolja, azt a kinetika, a mechanika egy másik részterülete tárgyalja.)

## Példák és geometriai alkalmazások

### Összekötő vektor
Legyenek {\displaystyle P} és {\displaystyle Q} az euklideszi tér pontjai! Ekkor a {\displaystyle {\overrightarrow {PQ}}} összekötő vektor megkapható a {\displaystyle {\vec {p}}={\overrightarrow {OP}}} és {\displaystyle {\vec {q}}={\overrightarrow {OQ}}} helyvektorok segítségével:
{\displaystyle {\overrightarrow {PQ}}={\overrightarrow {OQ}}-{\overrightarrow {OP}}={\vec {q}}-{\vec {p}}}

### Descartes-koordináták
Legyenek a {\displaystyle P} pont koordinátái {\displaystyle (p_{1},p_{2},p_{3})}! Ekkor az {\displaystyle {\overrightarrow {OP}}} helyvektor koordinátái:
{\displaystyle {\overrightarrow {OP}}={\begin{pmatrix}p_{1}\\p_{2}\\p_{3}\end{pmatrix}}}
Hasonlók teljesülnek más dimenziókban is.

### Eltolás
Jelölje {\displaystyle {\vec {v}}} egy párhuzamos eltolás vektorát, és jelölje az eltolásban az {\displaystyle X} pont képét {\displaystyle X^{\prime }}! Ekkor
{\displaystyle {\overrightarrow {OX'}}={\overrightarrow {OX}}+{\vec {v}}}
{\displaystyle {\vec {x}}'={\vec {x}}+{\vec {v}}}

### Origó körüli forgatás
Egy {\displaystyle O} origó körüli {\displaystyle \varphi } szögű forgatás a Descartes-koordinátákban leírható mátrixszal:
Ha {\displaystyle {\vec {x}}={\tbinom {x_{1}}{x_{2}}}={\overrightarrow {OX}}} egy {\displaystyle X} pont helyvektora, és {\displaystyle {\vec {x}}'={\tbinom {x_{1}'}{x_{2}'}}={\overrightarrow {OX'}}} az {\displaystyle X'} képpont helyvektora, akkor:
{\displaystyle {\begin{pmatrix}x_{1}'\\x_{2}'\end{pmatrix}}={\begin{pmatrix}\cos \varphi &-\sin \varphi \\\sin \varphi &\cos \varphi \end{pmatrix}}{\begin{pmatrix}x_{1}\\x_{2}\end{pmatrix}}}

### Affin leképezés
Egy általános affin leképezés, ami az  {\displaystyle X} pontot az {\displaystyle X'} pontra képezi le, helyvektorokkal a következőképpen ábrázolható:
{\displaystyle {\vec {x}}'=L({\vec {x}})+{\vec {v}}}
ahol {\displaystyle {\vec {x}}} az {\displaystyle X} helyvektora, {\displaystyle {\vec {x}}'} az {\displaystyle X'} helyvektora, {\displaystyle L} egy lineáris leképezés, és {\displaystyle {\vec {v}}} egy eltolás vektora. Descartes-koordinátákban az {\displaystyle L} lineáris leképezés ábrázolható egy {\displaystyle A} mátrixszal, és teljesül, hogy:
{\displaystyle {\vec {x}}=A\cdot {\vec {x}}+{\vec {v}}}
Három dimenzióban:
{\displaystyle {\begin{pmatrix}x_{1}'\\x_{2}'\\x_{3}'\end{pmatrix}}={\begin{pmatrix}a_{11}&a_{12}&a_{13}\\a_{21}&a_{22}&a_{23}\\a_{31}&a_{32}&a_{33}\end{pmatrix}}\,{\begin{pmatrix}x_{1}\\x_{2}\\x_{3}\end{pmatrix}}+{\begin{pmatrix}v_{1}\\v_{2}\\v_{3}\end{pmatrix}}}
Más dimenziókban az ábrázolás hasonló.

### Egyenes paraméteres ábrázolása
A {\displaystyle P} és {\displaystyle Q} pontokon áthaladó egyenes pontosan azokat az {\displaystyle X} pontokat tartalmazza, melyek {\displaystyle {\vec {x}}} helyvektora előáll, mint
{\displaystyle {\vec {x}}={\overrightarrow {OP}}+t\,{\overrightarrow {PQ}}} ahol {\displaystyle t\in \mathbb {R} }
Ez az egyenes egyenletének paraméteres alakja.

### Az egyenes egyenletének normálformája
Egy {\displaystyle P} támaszponton átmenő, {\displaystyle {\vec {n}}} normálvektorú sík pontosan azokat az {\displaystyle X} pontokat tartalmazza, amelyek {\displaystyle {\vec {x}}} helyvektora eleget tesz az
{\displaystyle {\vec {x}}\cdot {\vec {n}}={\vec {p}}\cdot {\vec {n}}}
normálegyenletnek. Itt {\displaystyle {\vec {p}}} a {\displaystyle P} támasztópont helyvektora, és a szorzópont skalárszorzást jelöli.

## Helyvektorok különböző koordináta-rendszerekben
Egy helyvektorral leírt pont kifejezhető különböző koordináta-rendszerekben, ahol a helyvektor vonatkoztatási pontja rendszerint az origó.

### Descartes-koordináták
Descsartes-féle koordináta-rendszerben a helyvektor koordinátái
{\displaystyle {\vec {r}}={\vec {r}}\,(x,y,z)={\begin{pmatrix}x\\y\\z\end{pmatrix}}}
Így a Descartes-koordináták egyben a helyvektor koordinátái is.

### Hengerkoordináták
A hengerkoordináták alapján a helyvektor koordinátái a megfelelő Descartes-koordináták:
{\displaystyle {\vec {r}}={\vec {r}}\,(\rho ,\varphi ,z)={\begin{pmatrix}\rho \,\cos \varphi \\\rho \,\sin \varphi \\z\end{pmatrix}}.}
ahol {\displaystyle \rho } a pont távolsága a {\displaystyle z}-tengelytől, a {\displaystyle \phi } szöget az x tengely felől az y tengely felé mérjük. Tehát a {\displaystyle \rho } és {\displaystyle \varphi } koordináták az {\displaystyle x}-{\displaystyle y} síkra vetített pontok polárkoordinátái.
Itt egy leképezésről van szó, ami a {\displaystyle (\rho ,\varphi ,z)} koordinátákhoz hozzárendeli a helyvektor {\displaystyle (x,y,z)} koordinátáit.

### Gömbkoordináták
Gömbkoordinátákban adott pont esetén is át kell számolni a koordinátákat a megfelelő Descartes-koordinátákba:
{\displaystyle {\vec {r}}={\vec {r}}\,(r,\theta ,\varphi )={\begin{pmatrix}r\,\sin \theta \,\cos \varphi \\r\,\sin \theta \,\sin \varphi \\r\,\cos \theta \end{pmatrix}}.}
ahol {\displaystyle r} az origótól mért távolság, a {\displaystyle \varphi } szög az {\displaystyle x}-{\displaystyle y} síkban az {\displaystyle x}-tengelytől az {\displaystyle y}-tengely irányába mért szög, a {\displaystyle \theta } szög pedig a {\displaystyle z}-tengely és a helyvektor által bezárt szög.

## Kísérő triéder
Egy felületen vagy görbén történő mozgást pályához kötött koordináta-rendszerben, a kísérő triéderben (más néven természetes koordináta-rendszer-ben) ábrázolnak, amit három, egymásra kölcsönösen merőleges egységvektor alkot. Az egységvektorai: t az érintő (tangenciális), n a főnormális és b, a binormális egységvektor.
A kísérő triéder előállítása a következő:
A térgörbe az {\displaystyle \mathbf {r} (s)=x(s)\mathbf {i} +y(s)\mathbf {j} +z(s)\mathbf {k} } helyvektor, ahol s paraméter a görbe előjeles ívhossza.
A kísérő triéder egységvektorai:
{\displaystyle \mathbf {t} ={\frac {d\mathbf {r} }{ds}}} az érintő (tangenciális, e -vel is jelölhetik),
{\displaystyle \mathbf {n} ={\frac {d^{2}\mathbf {r} }{ds^{2}}}} a főnormális és
{\displaystyle \mathbf {b} =\mathbf {t} \times \mathbf {n} } a binormális egységvektor (azaz a másik két egységvektor vektoriális szorzata).
A kísérő triéder fogalmának a kinematikában van jelentősége. Pl. a
Frenet-formulák, azaz a térgörbe kísérő triédere három egységvektorának az ívhossz (s) szerinti deriváltjait megadó összefüggések:
t′(s) = g(s)n(s),
n′(s) = –g(s)t(s) + c(s)b(s),
b′(s) = –c(s)n(s),
ahol g(s) a görbe görbülete és c(s) a torziója.

## A helyvektor deriváltjai (sebességvektor, gyorsulásvektor)

### Sebességvektor
A helyvektor idő szerinti első deriváltja (differenciálhányadosa) a sebesség (velocitas), jele: v, mértékegysége: méter per szekundum vagy méter per másodperc (m/s).
{\displaystyle \mathbf {v} ={\mathbf {\dot {r}} }.}

Egy m anyagi pont kinematikája.
r a helyvektora, v a sebességvektora, a a gyorsulásvektora.

A sebességvektor a pálya érintőjének az irányába mutat.
A Descartes-féle koordináta-rendszerben:
{\displaystyle \mathbf {v} =\mathbf {\dot {r}} ={\dot {x}}(t)\mathbf {i} +{\dot {y}}(t)\mathbf {j} +{\dot {z}}(t)\mathbf {k} .}

### Gyorsulásvektor
A gyorsulás a helyvektornak az idő szerinti második, a sebességnek pedig az idő szerinti első deriváltja, jele: a (acceleratio), mértékegysége: méter per szekundumnégyzet (másként: méter per másodperc a négyzeten): m/s² vagy m*s−2:
{\displaystyle \mathbf {a} ={\mathbf {\ddot {r}} }=\mathbf {\dot {v}} .}
Az átlagos gyorsulásvektor iránya megegyezik a Δv sebességváltozás-vektor irányával. Az átlagos gyorsulás független attól, hogyan változik az anyagi pont sebessége a kezdő és végpont között, kizárólag a sebesség vektornak a két pontban felvett értékétől (azok különbségétől) és az időintervallum hosszától függ. Az anyagi pont pillanatnyi gyorsulását az átlaggyorsulás határértéke adja, ha Δt tart a nullához.

## További deriváltak
További deriváltakat már nem szoktak keresni. Az ok: az anyagi pontnak a környezetével való kölcsönhatását - az erőt - Nevton II. törvénye a helyvektor második deriváltjával, a gyorsulással kapcsolja össze:
{\displaystyle \mathbf {F} =m\mathbf {a} ,}
ahol F az erő, m a tömeg és a a gyorsulás.
A h vektor, a helyvektor idő szerinti harmadik deriváltja például a nagy sebességű íves vasúti pályák geometriai pályáját határozza meg, valamint előidézi a élettani hatásokat, egyben e hatások mértéke is:
{\displaystyle \mathbf {h} ={\frac {d\mathbf {a} }{dt}}={\overset {...}{\mathbf {r} }}={\overset {...}{x}}(t)\mathbf {i} +{\overset {...}{y}}(t)\mathbf {j} +{\overset {...}{z}}(t)\mathbf {k} .}
Az m vektort, a helyvektor idő szerinti negyedik deriváltját pedig - a vasútnál maradva - a nagy sebességű vasúti pályák geometriai összehasonlító értékelésénél alkalmazzák a mérnökök:
{\displaystyle \mathbf {m} ={\frac {d\mathbf {h} }{dt}}={\overset {....}{\mathbf {r} }}={\overset {....}{x}}(t)\mathbf {i} +{\overset {....}{y}}(t)\mathbf {j} +{\overset {....}{z}}(t)\mathbf {k} .}

## Fordítás
Ez a szócikk részben vagy egészben  az   Ortsvektor című német Wikipédia-szócikk fordításán alapul.  Az eredeti cikk szerkesztőit annak laptörténete sorolja fel. Ez a jelzés csupán a megfogalmazás eredetét és a szerzői jogokat jelzi, nem szolgál a cikkben szereplő információk forrásmegjelöléseként.